# Herrarnas ringar i gymnastik vid olympiska sommarspelen 1996
Herrarnas ringar i gymnastik vid olympiska sommarspelen 1996 avgjordes den 20-28 juli i Georgia Dome.

## Medaljörer
| Gren   | Guld                | Silver                      | Brons        |
| Ringar | Yuri Chechi Italien | Szilveszter Csollány Ungern | Ingen utsedd |
| Ringar | Yuri Chechi Italien | Dan Burincă Rumänien        | Ingen utsedd |

## Resultat

### Kval
| Placering | Gymnast                    | Poäng  |
| --------- | -------------------------- | ------ |
| 1         | Jury Chechi (ITA)          | 19.512 |
| 2         | Jordan Jovtjev (BUL)       | 19.374 |
| 3         | Andreas Wecker (GER)       | 19.350 |
| 3         | Marius Toba (GER)          | 19.350 |
| 5         | Blaine Wilson (USA)        | 19.337 |
| 6         | Szilveszter Csollány (HUN) | 19.312 |
| 7         | Dan Burincă (ROU)          | 19.300 |
| 8         | Fan Hongbin (CHN)          | 19.287 |

### Final
| Placering         | Gymnast                    | Poäng |
| ----------------- | -------------------------- | ----- |
|                   | Jury Chechi (ITA)          | 9.887 |
|                   | Szilveszter Csollány (HUN) | 9.812 |
| Dan Burincă (ROU) | 9.812                      |       |
| 4                 | Jordan Jovtjev (BUL)       | 9.800 |
| 5                 | Andreas Wecker (GER)       | 9.762 |
| 5                 | Fan Hongbin (CHN)          | 9.762 |
| 7                 | Marius Toba (GER)          | 9.737 |
| 7                 | Blaine Wilson (USA)        | 9.737 |